# Université Toulouse-Capitole
L'université Toulouse-Capitole est l'une des trois universités de la ville de Toulouse. Créée en 1968 et héritière de l'université de Toulouse fondée en 1229, cette université est axée sur les sciences sociales (droit, science politique, économie, administration, etc.). 
Ayant signé environ 260 accords de partenariat, l'université Toulouse-Capitole développe une stratégie de coopération universitaire internationale. Elle est membre actif de la ComUE expérimentale Université de Toulouse, et entretient de fortes relations avec le monde socio-économique. L’Université Toulouse-Capitole est devenue le 1er janvier 2023 un Établissement public expérimental.
La population étudiante de l'université Toulouse-Capitole se voit offrir diverses perspectives de mobilité européenne et internationale. Ainsi, l'université s'est dotée d'une vingtaine de doubles diplômes ainsi que de plusieurs formations délocalisées. Depuis de nombreuses années, la ville de Toulouse se trouve en tête du classement des villes étudiantes de France.

## Histoire

### L'université médiévale

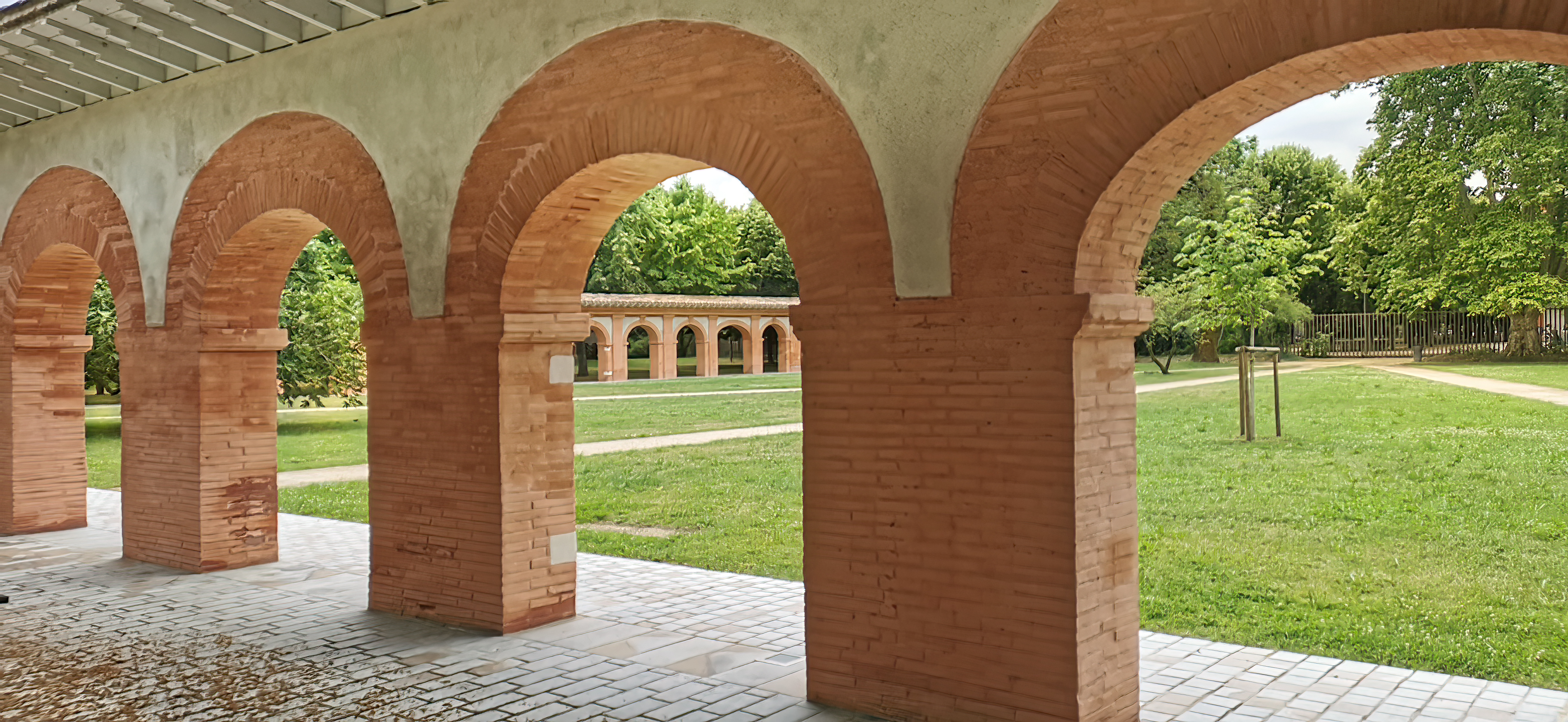
Ancien cloître des Chartreux de Toulouse.

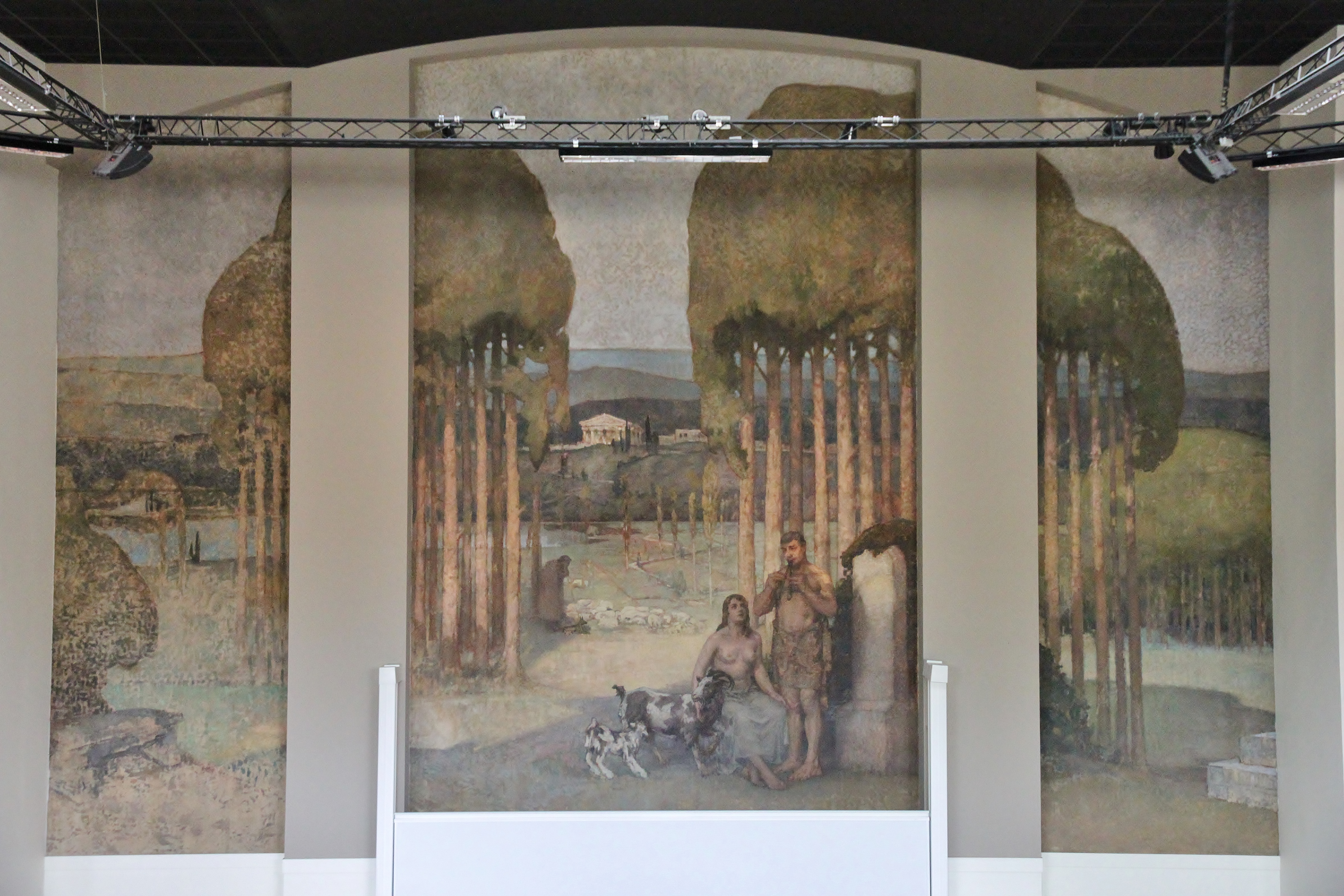
Fresque de 1934 représentant un paysage de la Grèce antique, dans l'amphi Cujas de la faculté de droit.

L'Université de Toulouse est la première université créée en France en 1229 par Louis IX sur le modèle de l'Université de Paris créée en 1200 par le roi Philippe Auguste et en 1215 par le pape Innocent III. Elle comporte à l'origine quatre facultés : celle des arts (correspondant à l'actuel enseignement secondaire), celle de théologie, celle de droits (canonique et civil), puis celle de médecine créée en 1257. La Révolution supprima toutes les universités en 1793 et vendra leurs bâtiments comme biens nationaux.

### La faculté de droit desXIXeetXXesiècles
À la fin du Second Empire, dans une situation générale délabrée et misérable des facultés de province, quatre facultés coexistent à Toulouse (droit, lettres, sciences, théologie catholique). Mais la plus importante est la faculté de droit, qui comme sous l'ancien régime, regroupe les trois quarts des étudiants et possède des professeurs prestigieux. Les facultés toulousaines témoignent malgré tout de la pauvreté de l'enseignement supérieur dans la France provinciale. Il faudra attendre les années 1880 et les actions des professeurs comme Louis Liard et Ernest Lavisse, qui font accorder une plus large autonomie aux facultés pour que la ville de Toulouse soit dotée d'institutions culturelles dignes de son rôle national. En 1902, Marguerite Dilhan, première femme à avoir exercé le métier d'avocat en France et plaidé aux Assises, obtient une licence en droit.

### L'université Toulouse-Capitole

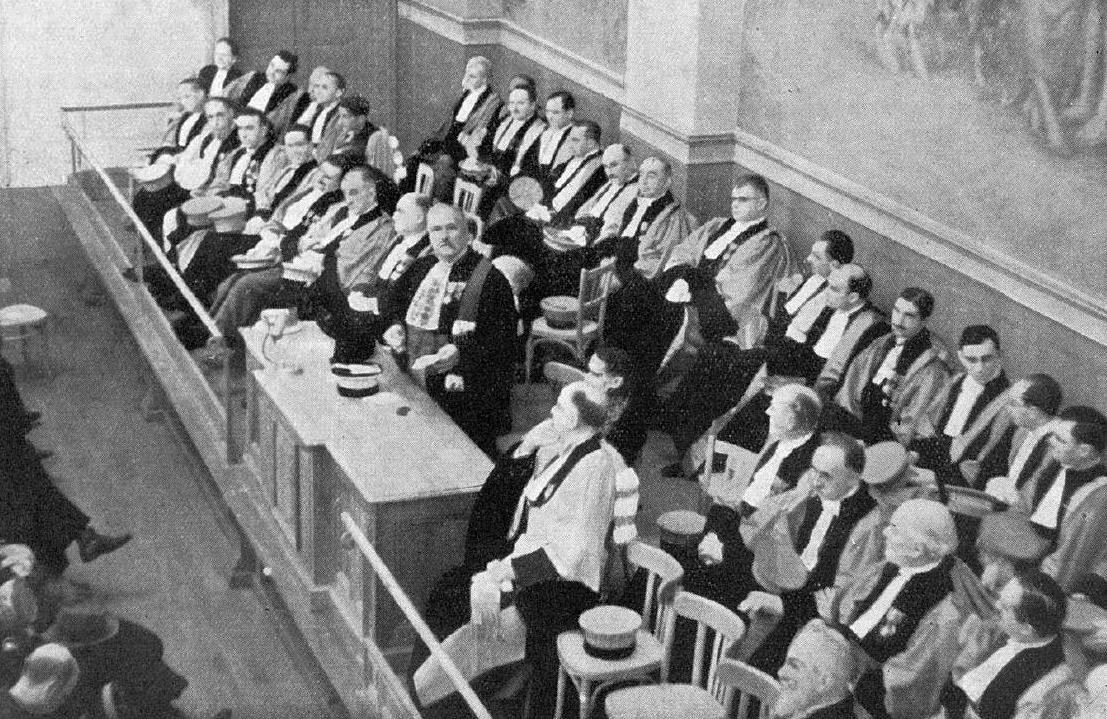
La séance solennelle de rentrée 1936 des facultés de droit et des lettres.

La centralisation parisienne continue d'entraver le développement des facultés du début du XXe siècle et jusqu'au 12 novembre 1968, date de la loi d'orientation de l'enseignement supérieur, dite loi Edgar Faure, qui crée les établissements publics à caractère scientifique et culturel (EPCSC).
Par ailleurs, les anciennes facultés disparaissent et sont remplacées par des Unités d'enseignement et de recherche (UER) regroupées dans l'université. Ainsi à Toulouse naissent trois universités : université Toulouse I Capitole (désormais Toulouse-Capitole) (droit, science politique, économie et gestion), université Toulouse II le Mirail (désormais Jean-Jaurès) (lettres et sciences humaines) et Université Toulouse-III-Paul-Sabatier (sciences et santé). Seule l'université Toulouse-Capitole reste alors sur le site historique du centre-ville.
L'établissement accède à l'autonomie en janvier 2009, et acquiert la propriété de ses locaux en mai 2011.

### Présidence
| Identité                               | Période | Période                        | Durée |
| Identité                               | Début   | Fin                            | Durée |
| -------------------------------------- | ------- | ------------------------------ | ----- |
| Gabriel Marty (d) (1905 - 1973)        | 1971    | 1973 (mort en cours de mandat) | 2 ans |
| Roger Pallard (d) (1915 - 2009)        | 1973    | 1978                           | 5 ans |
| Michel Despax (d)                      | 1978    | 1983                           | 5 ans |
| Guy Isaac (d) (1940 - 2000)            | 1983    | 1989                           | 6 ans |
| Claude Gour (d), (1930 - 2019)         | 1989    | 1993                           | 4 ans |
| Bernard Saint-Girons (d), (né en 1945) | 1993    | 1998                           | 5 ans |
| Bernard Belloc (né en 1948)            | 1998    | 2003                           | 5 ans |
| Henry Roussillon (d) (né en 1944)      | 2003    | 2008                           | 5 ans |
| Bruno Sire (d) (né en 1951)            | 2008    | 2016                           | 8 ans |
| Corinne Mascala (d), (née en 1960)     | 2016    | 2020                           | 4 ans |
| Hugues Kenfack (né en 1967)            | 2020    | En cours                       | 5 ans |

## Établissements-composantes et Composantes de l'université
L'Université Toulouse-Capitole est devenue au 1er janvier 2023 un établissement public expérimental au sens de l'article 1er de l’ordonnance du 12 décembre 2018 et rassemble des composantes ainsi que des établissements-composantes qui contribuent, ensemble, à la définition d’une stratégie collective.

### Membres

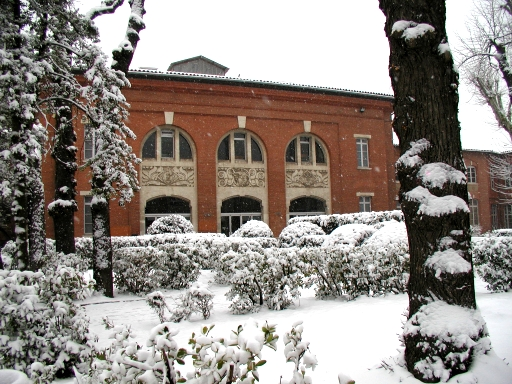
Le jardin des Anciennes Facultés.

L'université Toulouse-Capitole comporte :
- Cinq composantes : 
  - École de droit de Toulouse
  - Faculté d'administration et communication
  - Faculté d'informatique
  - Toulouse School of Management (TSM)
  - Institut Universitaire de Technologie de Rodez (IUT)
- Deux établissements-composantes : 
  - École d'économie de Toulouse (Toulouse School of Economics (TSE))
  - Sciences Po Toulouse

### Départements
L'université Toulouse-Capitole comporte aussi cinq départements : le Département des activités physiques et sportives, le Département des langues et civilisations, le Département des mathématiques, le Département d'histoire et le Département sciences politiques et sociologie.

### Écoles doctorales
L'université compte trois écoles doctorales: l'École doctorale de sciences juridiques et politiques, l'École doctorale de sciences économiques - Toulouse School of Economics et l'École doctorale de sciences de gestion.
L'université est aussi cohabilitée pour 4 écoles doctorales : l'École doctorale « mathématiques, informatique, et télécommunications » de Toulouse (établissement porteur : université Toulouse-III), l'École doctorale « temps, espaces, sociétés, cultures » (établissement principal : université Toulouse-Jean-Jaurès) et l'École doctorale « aéronautique, astronautique » (établissement principal : Institut supérieur de l'aéronautique et de l'espace).

### Bibliothèques
La bibliothèque de Toulouse-Capitole est l'héritière de l'ancienne bibliothèque universitaire créée en 1879. D'abord bibliothèque interuniversitaire,, sa section des sciences sociales est constituée en Service commun de la documentation en 1995. Elle est désormais formée de quatre bibliothèques réparties sur le campus de l’université.
La bibliothèque de l’Arsenal, représentative du mouvement architectural moderne (brutalisme), a été édifiée en 1972 par les architectes Paul de Noyers et Noël Le Maresquier. Elle offre 900 places de lecture. À côté des 45 000 volumes appartenant au prestigieux fonds ancien (fin XIXe siècle - milieu XXe siècle) et des volumes hérités de la section Droit-Lettres, les collections sont désormais spécialisées dans les disciplines enseignées à l’université.
En 1996, une bibliothèque de 450 places assises est installée dans les locaux rénovés de l’ancienne Manufacture des tabacs de Toulouse, aujourd’hui inscrits aux Monuments Historiques. Deux autres bibliothèques, composent l'équipement documentaire de Toulouse-Capitole : la bibliothèque Garrigou  située au cœur du bâtiment historique des anciennes Facultés, et la bibliothèque Boutaric qui est située dans le bâtiment principal de l'université. Ces bibliothèques collaborent avec les centres de documentation des unités d'enseignement ou de recherche de l’université.
En matière de patrimoine écrit et documentaire, 300 000 livres numériques complètent une collection de 440 000 ouvrages imprimés, thèses et mémoires. 57 000 revues en ligne s’ajoutent aux 650 abonnements à des revues imprimées ; une soixantaine de bases de données spécialisées permettent une recherche bibliographique approfondie.
Entre 2014 et 2016, les bibliothèques de l’Arsenal et de la Manufacture des Tabacs, ont été réorganisées en « learning centre » pour proposer des collections, des services et des espaces en adéquation avec les nouveaux défis de l’apprentissage et de la connaissance au XXIe siècle.

## Enseignements et domaines de recherche

### Politique de formation et particularités
La priorité de l'établissement en matière de formation portent sur deux ou trois axes : les diplômes internationaux, les diplômes de double compétence, les diplômes à fort potentiel d’insertion professionnelle.
La recherche, label qualité d'UT Capitole, occupe une place centrale dans le développement des échanges, l'évolution des enseignements, l'ouverture menée vers les partenariats professionnels…
À la suite de la loi relative aux libertés et responsabilités des universités (ou loi LRU ou bien encore loi Pécresse), l'université Toulouse-Capitole est devenue autonome le 1er janvier 2009.
L'université Toulouse-Capitole est aussi la première université à accueillir le plus de mention en licence de sciences économiques :
droit - mathématiques - gestion - traitement de l'information - langue et civilisation hispanique.

### Formation
L'université Toulouse-Capitole offre plusieurs formations reconnues dans les domaines dit Droit-Économie-Gestion allant des licences, master, doctorat, capacité, diplômes d'université (DU), licence professionnelle, certifications et préparations, DUT et doubles diplômes.

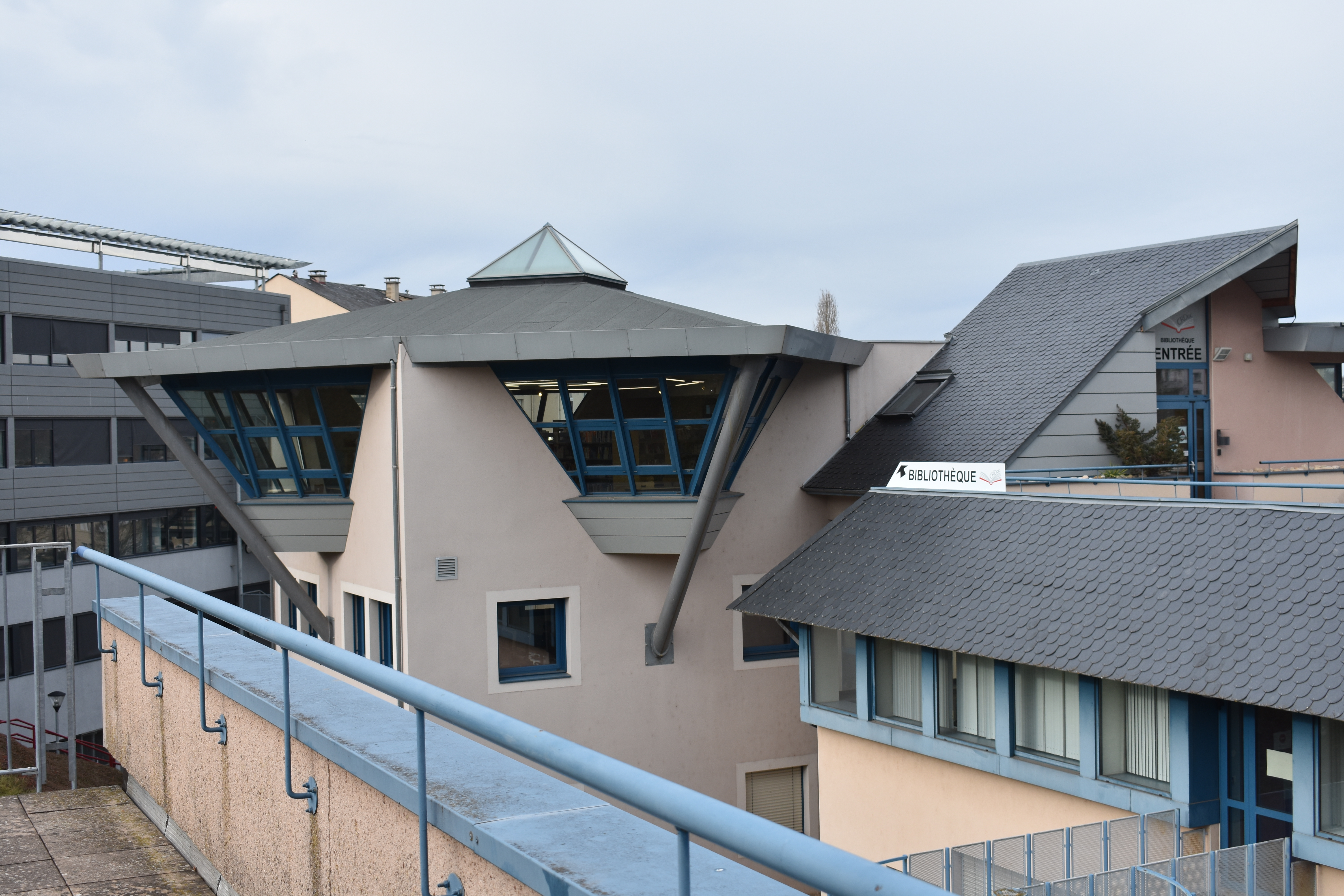
Campus de Rodez, Centre documentaire, université Toulouse-Capitole.

Depuis 2020, l’université Toulouse-Capitole est membre de l’Université européenne Engage.eu qui vise à fournir aux citoyens et étudiants les compétences nécessaires pour relever les grands défis sociétaux déjà en cours (migrations, vieillissement de la population, transformation digitale…). Le but de ce projet est de mettre en commun les compétences et l’expertise des différents partenaires afin de fournir un enseignement de haute qualité, des programmes d’études communs ainsi qu’une mobilité étudiante accrue, ainsi qu’un réseau européen de recherche. Le consortium de ce projet est composé de six autres universités : Université of Mannheim (Allemagne), Luiss Guido Carli (Italie), NHH Norwegian School of Economics (Norvège), Tilburg University (Pays-Bas), University of National and World Economy (Bulgarie), et WU Vienna University of Economics and Business (Autriche).
En ce qui concerne l’accueil des étudiants étrangers, il repose sur plusieurs dispositifs permettant un accompagnement de qualité fourni par l’Université, laquelle a obtenu en 2020 le Label Bienvenue en France (3 étoiles) Ce label garantit une offre de services adaptée aux étudiants internationaux, qu’ils soient inscrits à titre individuel ou en mobilité d’échange. L’université accueille chaque année entre 200 et 250 étudiants en mobilité d’échange, et environ 200 étudiants étrangers inscrits pour la première fois dans une formation complète.

### Recherche

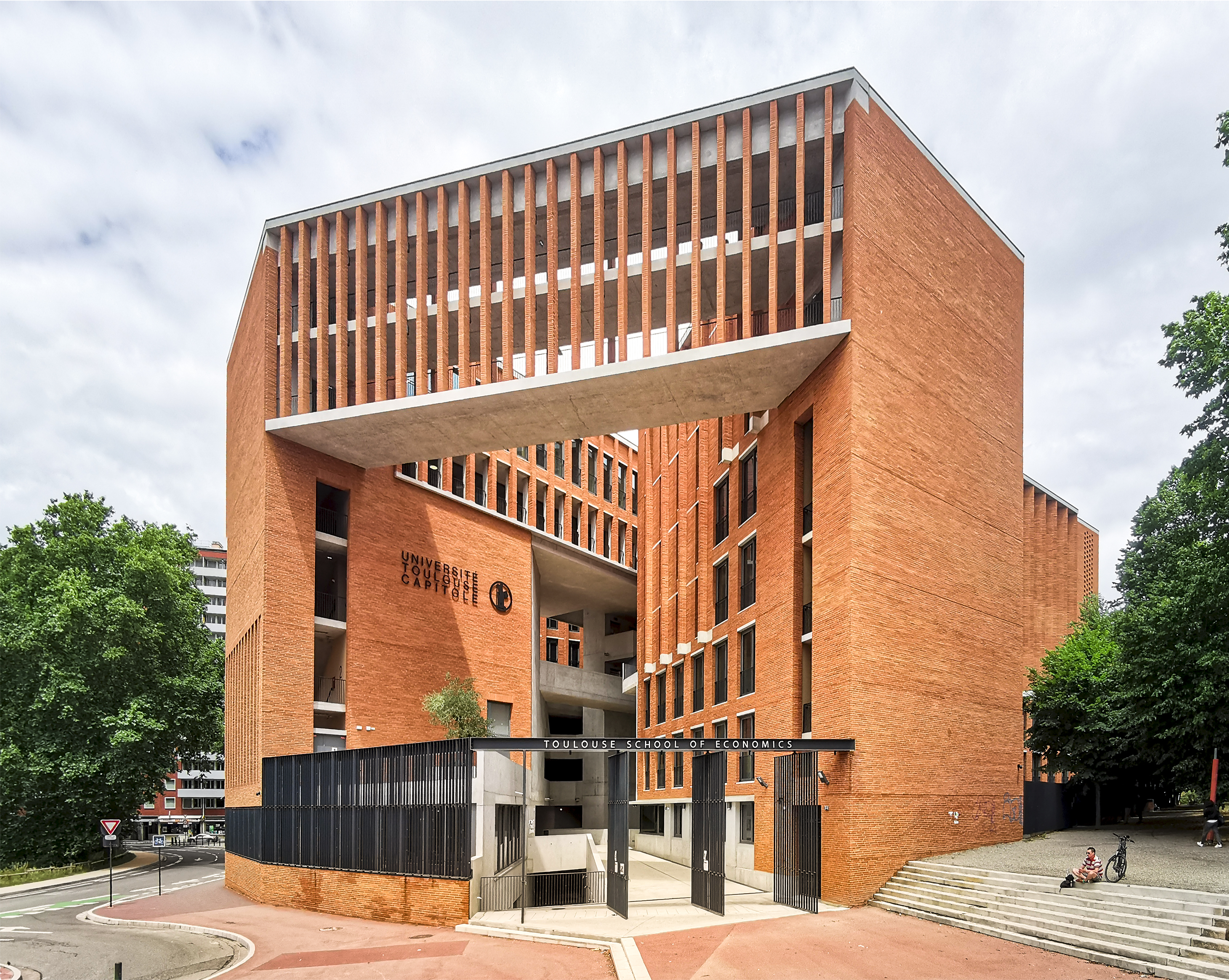
Le nouveau siège de Toulouse School of Economics.

L'université Toulouse-Capitole et sa composante Toulouse School of Economics ont été honorés en 2014 du prix Nobel de Jean Tirole. L’internationalisation de la recherche constitue l’autre facette de la stratégie européenne et internationale de l’Université. Les centres de recherche sont impliqués dans de nombreux projets et réseaux de coopération scientifique avec des partenaires étrangers, canadiens ou japonais notamment.
L'université compte plusieurs unités de recherches liées à des organismes de recherche comme le CNRS ou reconnues par l'université ou unité mixte de recherche, ainsi que des centres de recherches, des unités mixtes de recherches ou des unités de recherche.
En économie, le Toulouse School of Economy regroupe les équipes antérieures depuis le 1er janvier 2016 : le Groupe de recherche en économie mathématique et quantitative (abrégé en GREMAQ, UMR CNRS 5604 et UMR_A INRA 1291), le Laboratoire d'économie des ressources naturelles (abrégé en LERNA, UMR_A INRA 1081), l'Atelier de recherche quantitative appliquée au développement économique - ARQADE (EA 791). Le prix Nobel Jean Tirole et le professeur Stéphane Straub y sont rattachés. Nous trouvons également le Laboratoire d'études et de recherches sur l'économie, les politiques et les systèmes sociaux - LEREPS (EA 790),
L'université Toulouse-Capitole est doté de plusieurs unités de recherche en droit : le Centre de droit des affaires - CDA (EA 780), l'Institut de droit privé - IDP (EA 1920), le Centre toulousain d'histoire du droit et des idées politiques - CTHDIP (EA 789), l'Institut du droit de l'espace, des territoires et de la communication - IDETCOM (EA 785), l'Institut des études juridiques de l'urbanisme et de la construction - IEJUC (EA 1919), l'Institut Maurice Hauriou - l'IMH (EA 4657), l'Institut de recherche en droit européen, international et comparé - IRDEIC (EA 4211).
Le Toulouse School of Managment Reseach regroupe l'ancien Centre de recherche en management (abrégé en CRM, EAC CNRS 5032). Les autres laboratoires sont le Laboratoire des sciences sociales du politique - LASSP (IEP - EA 4175), l'UMR de mathématiques, l'Institut de mathématique de Toulouse (IMT, UMR CNRS 5219), l'UMR d'informatique, et l'Institut de recherche en informatique de Toulouse (abrégé en IRIT, UMR CNRS 5505),

## Implantations

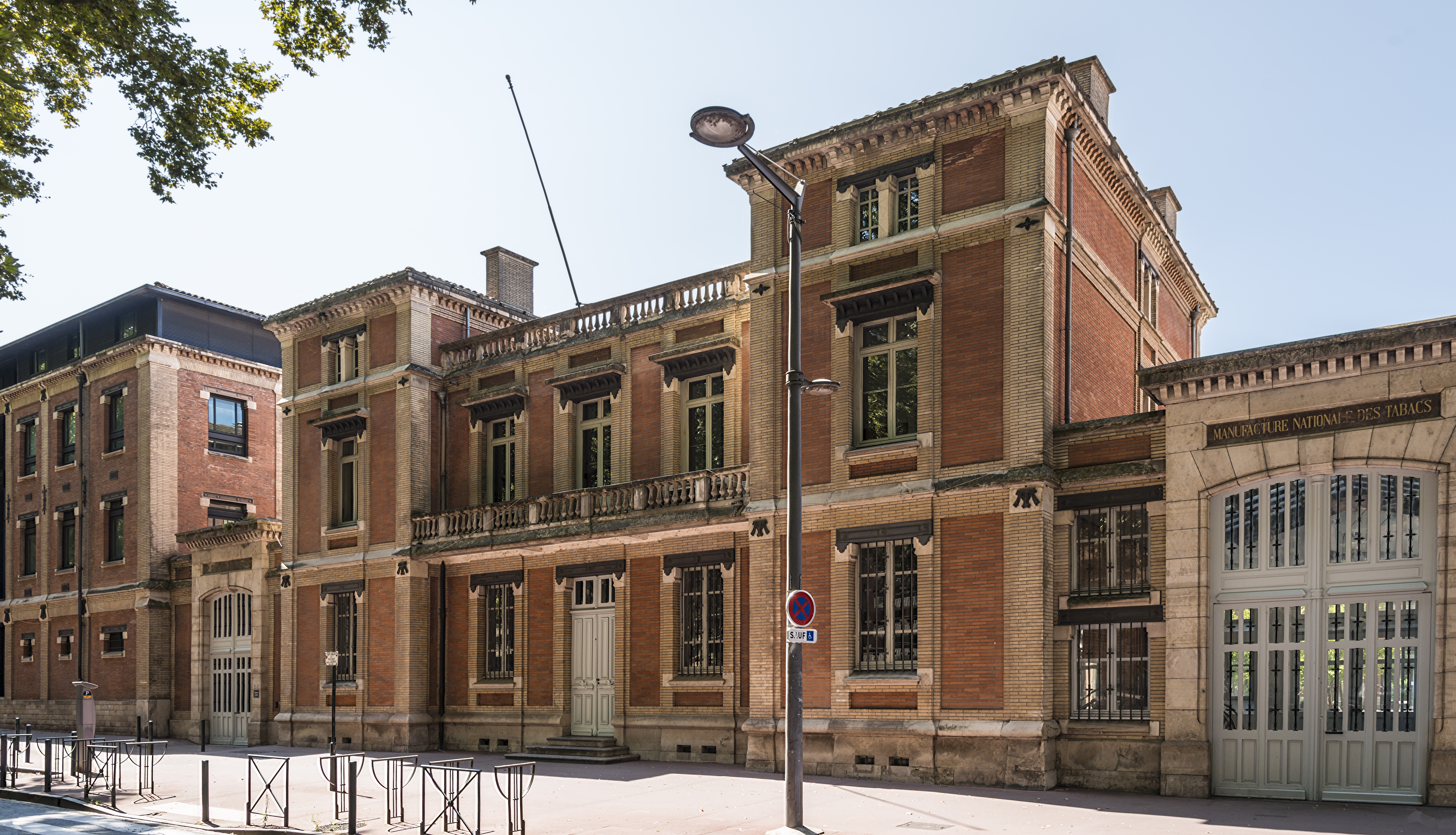
Université Toulouse-Capitole, site de la Manufacture des tabacs.

L'UT Capitole se situe sur quatre sites en centre-ville et dans les villes de Montauban et de Rodez.
Au centre-ville, on trouve les Anciennes Facultés où sont situés la Toulouse School of Management, des amphithéâtres, deux bibliothèques (la bibliothèque Garrigou dans les Anciennes Facultés et la bibliothèque Godechot dans l'IEP). Les anciennes facultés sont situées 2, rue Albert-Lautmann à proximité de la place du Capitole.
Aussi au centre-ville, l'Arsenal où se situent la Faculté de droit et sciences politiques et l 'École européenne de droit et la plupart des amphithéâtres et des salles de cours, ainsi que des services administratifs de l'université. Ce site comporte aussi la bibliothèque universitaire de l'Arsenal, principale bibliothèque de l'université. L'Arsenal se situe 2, rue du Doyen-Gabriel-Marty. Sur ce campus se trouvent également le restaurant universitaire de l'Arsenal ainsi que des cités et résidences universitaires.

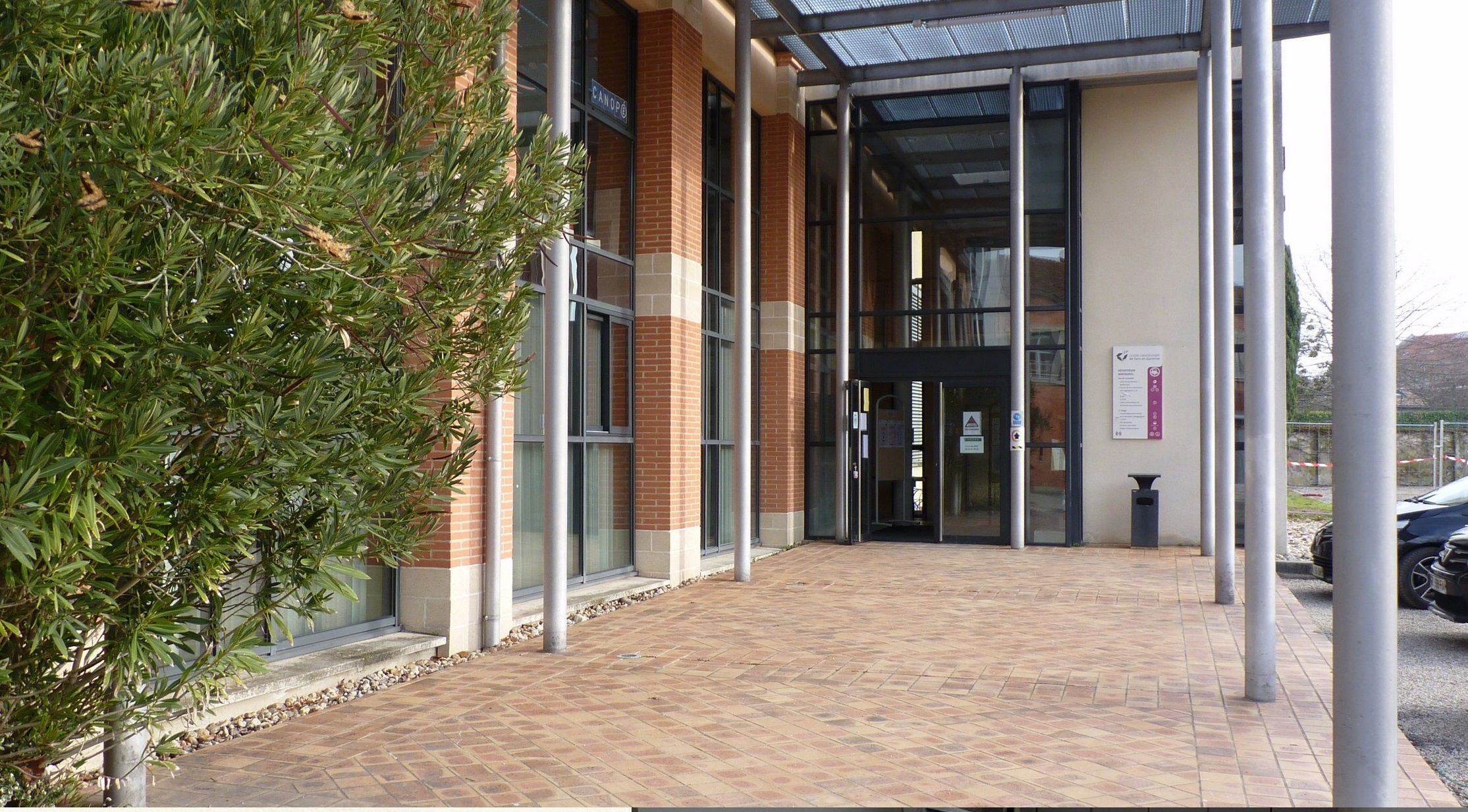
Médiathèque Montauriol à Montauban, université Toulouse-Capitole.

Le Toulouse School of Economics est logé dans un bâtiment d'avant-garde conçu par le cabinet d'architectes Grafton et l'université Toulouse-Capitole dans le cadre d'un Contrat de plan État-région (CEPR). En mars 2020, les architectes Yvonne Farrell et Shelley McNamara ont reçu le prix Pritzker Architecture en reconnaissance de la construction de grands bâtiments universitaires contemporains. En novembre 2020, TSE a gagné le prix 2020 Équerre d'Argent, récompensant les meilleures productions architecturales en France.
Enfin, la Manufacture des tabacs où sont regroupées des salles de cours, amphithéâtres mais surtout des laboratoires et bibliothèques de recherche. La Manufacture se trouve au 21, allée de Brienne et se situe de l'autre côté du canal de Brienne par rapport aux deux sites précédemment cités.
Deux annexes de l'université Toulouse-Capitole sont situées à Montauban et à Rodez.
Une annexe de l'université Toulouse-Capitole est située à Montauban. Le Centre Universitaire de Tarn-et-Garonne est situé boulevard Montauriol, à proximité du centre-ville. L’université Toulouse-Capitole propose sur ce site délocalisé le grade complet de la licence mention droit. Sur le campus se trouvent une bibliothèque et un restaurant universitaire. Singulier par sa taille humaine et dynamique, le Centre universitaire de Montauban offre un cadre idéal aux étudiants pour la réussite de leurs études supérieures. L’Institut universitaire de technologie de Rodez (IUT) est situé au 50 avenue de Bordeaux à Rodez, en Aveyron. L'IUT délivre un enseignement universitaire en 3 ans, en proposant plusieurs Bachelor universitaire de technologie (BUT) ou Licences (3e année), et en privilégiant une approche technologique associant théorie et pratique. L'IUT possède des locaux et des équipements modernes : 1 Centre de documentation, 1 amphithéâtre, 1 hall technologique, 2 learning labs, 2 laboratoires multimédias et plusieurs salles de cours.

## Vie étudiante
Depuis de nombreuses années, la ville de Toulouse a été élue meilleure ville étudiante de France. Le réseau professionnel de l’Université Toulouse-Capitole se déploie en France et à l'international. Voir aussi la catégorie : Alumni de l'université Toulouse-I-Capitole.

### Associations étudiantes
La vie étudiante à UT Capitole compte de 90 associations étudiantes domiciliées à l'université, proposant des activités (théâtre, cinéma, informatique, défense d'intérêts, promotion de filières, de diplômes...) dans les domaines du sport, de la culture, des solidarités, des promotions de filières ou de l'accueil des étudiants  étrangers. Il permet également à chaque étudiant et étudiante d'apporter sa contribution au réseau des services proposés à ses pairs.

### Évolution démographique
Évolution démographique de la population universitaire
| 2006   | 2007   | 2008   | 2009   | 2010   | 2011   | 2012   | 2013   |
| ------ | ------ | ------ | ------ | ------ | ------ | ------ | ------ |
| 15 210 | 14 578 | 15 309 | 16 683 | 18 521 | 18 684 | 19 362 | 19 000 |

| 2014   | 2015   | 2016   | 2017   | 2018   | 2019   | 2020   | 2021   |
| ------ | ------ | ------ | ------ | ------ | ------ | ------ | ------ |
| 19 763 | 20 291 | 18 906 | 19 875 | 20 014 | 19 978 | 20 442 | 18 548 |

## Personnalités liées à l'université
- Vincent Auriol (Diplômé en 1905) - Président de la République Française (1947-1954) sous la IVe République.
- Jaume Bartumeu - Ancien Premier Ministre d'Andorre
- Ramazan Bashardost - Ancien Ministre du Plan d'Afghanistan
- Jean-Pierre Bel - Ancien Président du Sénat
- Bertrand Delanoë - Ancien Maire de Paris
- Carole Delga - Présidente du Conseil de la Région d'Occitanie
- Marguerite Dilhan (Diplômée en 1903) : première femme à ouvrir son propre cabinet d'avocat et à avoir plaidé en cour d'assises, alors que les femmes n'avaient pas encore le droit de vote.
- Marlène Dolveck - Vice-Présidente de CMA CGM
- Richard Ferrand - Former President of the French National Assembl
- Philippe Folliot - Senateur français
- Gaston Monnerville - Member of Parliament for French Guiana (1932); Mayor of Cayenne (1935); Under-Secretary of State for the Colonies (1937-1938), Resistance fighter, President of the Council of the Republic (1947-1958), President of the Senate (1958-1968), member of the Constitutional Council (from 1974).
- Jean-Luc Moudenc - Maire de Toulouse
- Hélène Parisot - Cycliste française
- Sylvia Pinel - Ancienne Minsitre
- Gilbert Saboya Sunyé - Ancien Ministre d'Andorre
- Christine de Veyrac - Femme de politique française
- Christos Zois - Homme de politique grec

### Docteurshonoris causa
Depuis la fondation de l'actuelle université, de nombreux professeurs, doyens, directeurs, présidents de facultés, d'instituts, d'universités et de région, conseillers et ministres ont été nommés docteur honoris causa de l'université (Voir la liste exhaustive).
Cela avait notamment été le cas de José Luis Rodríguez Zapatero, ancien Premier ministre socialiste espagnol, honoré en 2015. La même année, Vassilios Skouris, alors président de la Cour européenne de justice, avait également reçu ce titre. Le dernier DHC a été décerné le 9 Après le DHC décerné le 9 juin 2023 à Ursula von der Leyen, présidente de la Commission européenne, Dieter Grimm a reçu un DHC le 28 novembre 2024. 